# Купарук-Ривер
Купарук-Ривер (англ. Kuparuk-River) — крупное нефтяное месторождение в США. Входит в нефтегазоносный бассейн Северного склона Аляски. Открыто в 1969 году.
Нефтеносность установлена юрских отложениях. Геологические запасы нефти 1 млрд. тонн.
Оператор месторождение является британская нефтяная компания BP. Добыча в 2006 году составила 6,24 млн. тонн нефти.